# 巴亞 (城鎮)
巴亞（義大利語：Baia）是古羅馬時期的一座城鎮，位於那不勒斯灣的西北沿岸，今屬於那不勒斯廣域市Bacoli的轄境之內。
在古代，這裏在數百年來曾長期是一個度假勝地；尤其是在羅馬共和國末期，超級富豪們認為這裏是比卡普里岛、龐貝、赫庫蘭尼姆都更好的度假地，他們於前100年至後500年期間在這裏建立了許多豪華別墅。後由於火山地質活動，導致了該城鎮地勢較低的部份被淹沒在海平面之下，自此以後沒落。